# Kinzenburg
Kinzenburg é um município da Alemanha localizado no distrito (Kreis ou Landkreis) de Bitburg-Prüm, na associação municipal de Verbandsgemeinde Arzfeld, no estado da Renânia-Palatinado.

## População
| - 1815 – 50 - 1835 – 70 - 1871 – 70 - 1905 – 73 - 1939 – 80 - 1950 – 75 | - 1961 – 59 - 1965 – 63 - 1970 – 62 - 1975 – 58 - 1980 – 58 - 1985 – 64 | - 1987 – 56 - 1990 – 48 - 1995 – 42 - 2000 – 39 - 2005 – 40 |